# Anaïs Leleux
Pour les articles homonymes, voir Leleux.
 (juillet 2022).
Anaïs Leleux est une militante féministe française née en 1987 à Roncq. Elle a lancé la campagne anti-harcèlement « Balance ton Métro » et fondé l'association « Pourvoir féministe ». Elle est  connue pour sa plainte pour harcèlement moral et abus de faiblesse contre Julien Bayou classée sans suite pour « absence d’infraction » fin janvier 2025.

## Parcours
Anaïs Leleux est né dans une famille du nord à Roncq en 1987.

### Vie militante
Anaïs Leleux commence à s'engager auprès d'Amnesty International. Elle s'engage ensuite auprès du Groupe F, qui deviendra NousToutes. Membre du comité de pilotage, elle fait partie des organisatrices de la marche qui réunit, en novembre 2019, 100 000 personnes dans toute la France. En 2020, elle a l'idée de lancer « Pourvoir féministe », association d'éducation populaire visant à sensibiliser aux enjeux politiques sous un angle de genre et proposant des formations sur les thématiques de l'armée, de l'économie, de la diplomatie, du pouvoir politique, etc..
En septembre 2021, elle organise, avec Pourvoir féministe, la première édition du festival « Les Enragé.es », sur le thème des utopies féministes.

### Violences gynécologiques et obstétriques
En mars 2019, elle lance une mobilisation citoyenne visant à dénoncer les menaces de grève à l'IVG du Syngof, premier syndicat de gynécologues de France. 11 000 citoyennes et citoyens se saisissent du formulaire qu'elle a mis en place pour demander au Conseil national de l'Ordre des médecins de prendre des sanctions. Devant l'absence de réaction, elle et d'autres militantes font irruption au siège du Conseil national de l'ordre.
Elle porte plainte pour obstruction à l'IVG, considérant que, même si elle n'est pas en situation de vouloir avorter, elle a, en tant que femme, un intérêt à agir dès lors que des hommes croient que les droits des femmes peuvent servir de monnaie d'échange. Elle rédige également une saisine de l'ordre, portée par la Cadac[réf. nécessaire].

### Violences sexuelles en politique
En mars 2019, elle apporte son soutien aux membres des Jeunes Communistes se disant victimes de violences sexuelles. Elle collecte et relaie sur Twitter des témoignages de viols et dénonce un « système organisé de couverture des faits ».
En avril 2019, elle est à l'origine d'une campagne, devenue virale, sur le harcèlement dans les transports en commun « Balance ton Métro ». Elle pointe le nombre impressionnant de témoignages, émanant de mineures agressées sexuellement dans le métro, par des hommes de tous milieux et toutes origines. À des journalistes qui lui demandent, à cette occasion, quel quartier de Paris est le plus dangereux pour les femmes, elle répond : « Peut-être celui de l'Assemblée nationale », prenant pour exemple l'enquête du collectif « Chaire Collaboratrice » d'après laquelle une collaboratrice parlementaire sur cinq dit avoir été agressée sexuellement dans le cadre de ses fonctions.
À la suite de la parution d'un article de Causette intitulé « La France insoumise les préfère soumises ? », elle demande des comptes au mouvement politique.
En mars 2020, elle est invitée par l'ONU Femmes, à Bruxelles, afin de soutenir le programme Spotlight. Elle en profite pour demander aux politiques présents comment ils peuvent prétendre vouloir arrêter les violences faites aux femmes alors qu'ils et elles permettent l'impunité des hommes accusés de violences dans leurs partis respectifs.
En août 2020, à la suite de la nomination de Gérald Darmanin comme ministre de l'Intérieur, elle saisit la Haute Autorité pour la transparence de la vie publique. Elle considère en effet qu'un « homme contre lequel une plainte pour viol a été déposée ne peut pas être chef des policiers chargés d'enquêter sur lui ».
En novembre 2021, elle affirme avoir, depuis la sortie de l'enquête d'Ebdo, reçu plusieurs témoignages de victimes de Nicolas Hulot. Elle met notamment en exergue celui d'une personne mineure au moment des faits. Elle soulève la question de la complicité politique au sein d'Europe Écologie Les Verts et de La République en marche.

### Violences intrafamiliales
Elle est particulièrement mobilisée avec NousToutes pendant le Grenelle des violences conjugales. Elle dénonce une « opération de communication », l'exclusion d'associations historiques critiques de l'action gouvernementale, mais aussi le mauvais traitement réservé aux familles de victimes de féminicides.
Conformément aux préconisations du Haut Conseil à l'égalité entre les femmes et les hommes, elle réclame un milliard d'euros contre les violences conjugales, arguant que les violences coûtent 3,6 milliards d'euros aux contribuables et que l'investissement dans la prévention relèverait d'une bonne gestion de l'argent public.
En octobre 2019, le soir du 121e féminicide de l'année, elle est arrêtée devant l'Élysée avec une dizaine d'autres militantes pour avoir organisé une manifestation dénonçant l'accélération des féminicides par rapport à 2018.

### Dysfonctionnements police/justice
En novembre 2019, dans le sillage de l'affaire Adèle Haenel, elle explique sur BFM TV les raisons pour lesquelles elle n'a pas non plus porté plainte à la suite du viol qu'elle a subi. Son témoignage vise à alerter sur les dysfonctionnements de la police et de la justice.
En août 2021, elle se joint à d'autres militantes féministes pour réclamer que les policiers connus de leur hiérarchie et/ou de la justice comme auteurs de violences conjugales, se voient retirer le droit de ramener leur arme de service à la maison.

### Afghanistan
À l'été 2021 — au moment de la prise de Kaboul par les Talibans — elle incite, avec Pourvoir féministe, le gouvernement français à accorder l'asile aux activistes des droits des femmes et des minorités particulièrement menacées par les Talibans ; 100 000 personnes soutiennent cette démarche sur Change.org.

### Antimilitarisme
Très influencée par la pensée d'Andrée Michel, elle se revendique féministe antimilitariste.

### Accusations contre Julien Bayou
En juillet 2022, la cellule interne sur les violences et harcèlements sexuels d'Europe Écologie Les Verts reçoit un signalement concernant Julien Bayou. Le 19 septembre, le collectif Relève féministe publie un tweet sur Julien Bayou dans un contexte très sensible aux violences conjugales ; et Sandrine Rousseau indique « avoir reçu chez elle la plaignante pour recevoir son témoignage » et déplore « des comportements qui sont de nature à briser la santé morale » de plusieurs femmes dans la vie sentimentale de Julien Bayou,,. Concernant la plaignante — qui n'est pas nommée —, Julien Bayou répond qu'il s'agit d'« une histoire qui se termine dans la souffrance, et d'une rupture qui s'accompagne de menaces à peine voilées à mon endroit et d'une forme d'instrumentalisation que je ne peux que déplorer,, ».
Le 26 septembre, Marie Dosé, l'avocate de Julien Bayou, affirme que Sandrine Rousseau instrumentalise, à des fins politiques, le combat contre les violences sexistes et sexuelles,. Le 1er octobre 2022, le bureau exécutif d'EÉLV se réunit en urgence concernant cette affaire et son traitement par la cellule interne de lutte contre les violences sexuelles. Le 1er février 2023, la cellule interne d'EÉLV clôt l'enquête interne du parti, « [estimant] ne pas avoir pu mener à bien ses investigations ».
Le 5 mars 2024, le site d'information Les Jours publie une interview d'Anaïs Leleux dans laquelle elle annonce porter plainte contre Julien Bayou, son compagnon entre 2017 et 2021, et l'accuse de « violences psychologiques », « harcèlement » et « abus de faiblesse ». L'information est relayée par Le Monde le lendemain : « Mme Leleux annonce aussi avoir porté plainte contre X pour "abstention d’assistance à personne en danger", visant ainsi la cellule sur les violences sexistes et sexuelles du parti écologistes, dont le protocole l’a "mise en danger", selon elle ». En juin 2024, le parquet de Paris confirme que « les enquêtes ouvertes par (ces) plaintes ont été confiées début mars à la Brigade de répression de la délinquance aux personnes (BRDP) ».
En octobre 2024, EÉLV annonce que l'enquête menée par le cabinet Pisan spécialisé dans les violences sexistes et sexuelles « n'a pas permis de déterminer si des faits contraires aux règles de droit ou aux textes internes […] ont été commis,. »
Le 20 février 2025, l'avocate de Julien Bayou annonce que la plainte pour harcèlement moral et abus de faiblesse déposée contre Julien Bayou a été classée sans suite le 30 janvier pour « absence d’infraction », selon un avis de classement du parquet de Paris.

## Publications
- « Les mères de la désobéissance civile »[37] et « Pas une de plus »[38] dans Alternatives non-violentes 2020/1 no 194